# Portanță

Forțe pe un profil aerodinamic

Forța de portanță sau portanța este suma tuturor forțelor generate de mișcarea fluidului în jurul unui corp, proiectată într-un plan perpendicular pe direcția principală de curgere a fluidului în care este cufundat corpul.
Cea mai menționată (și cea mai directă) aplicație a portanței este aripa unui planor sau avion. Totuși există multe alte aplicații la fel de des întâlnite, deși poate nu tocmai evidente, cum ar fi: elicile atât la avioane cât și la nave, rotoarele la elicoptere, paletele turbinelor, unor tipuri de compresoare și ale ventilatoarelor, pânzele la navele cu pânze și unele tipuri de turbine eoliene.
Deși portanța sugerează o acțiune de ridicare (poartă în sus), de fapt direcția portanței (și definirea ei) nu depinde de noțiunea de "sus" și "jos", spre exemplu (vezi figura) nu depinde de direcția forței gravitaționale (greutatea). În mod specific, portanță negativă se referă la o forță de portanță direcționată în "jos".
Există mai multe căi echivalente între ele de a explica formarea portanței.  Acest lucru nu înseamnă altceva decât interpretări diferite ale aceluiași fenomen fizic.
Portanță este forța care ține avionul în aer și trebuie înțeleasă în raport cu celelalte trei. Ea  poate fi generată de orice parte a aeronavei, dar la un avion obișnuit portanța este datorată în special aripii și în particular formei specifice în secțiune a aripii. Portanța este o forță aerodinamică datorată "trecerii" unui obiect printr-un fluid. Ea acționează asupra centrului de presiune și este definită ca fiind perpendiculară pe direcția de curgere a fluidului.
Teoriile despre generarea forței portante au devenit surse de controverse și subiect de discuții aprinse. Deși explicația exactă și completă este destul de dificil de înțeles fără aparatul matematic adecvat, acest articol încearcă să expună principiile ei.

Curgerea în jurul unui profil aerodinamic

Schimbarea direcției sau vitezei unei curgeri de fluid generează o forță. Mai exact, portanța apare atunci când curgerea unui fluid este "întoarsă" de către un obiect solid. Când curgerea este deviată într-o anumită direcție, portanța apare în direcția opusă, în concordanță cu principiul acțiunii și reacțiunii al lui Newton. Dat fiind că aerul este un fluid, moleculele sunt libere în mișcare și orice suprafață solidă poate devia curgerea. Pentru o secțiune de aripă – numită profil aerodinamic – ambele sale suprafețe, de sus – extrados și respectiv de jos – intrados contribuie la întoarcerea curgerii. Luând în considerare doar una dintre suprafețe, ajungem la o teorie incorectă a portanței, de aceea ele se abordează împreună.
Când două obiecte solide interacționează într-un proces mecanic, forțele sunt transmise sau aplicate într-un „punct de contact”. Dar când un corp solid interacționează cu un fluid, lucrurile sunt mult mai greu de descris, datorită faptului că fluidul își schimbă forma. Pentru un solid care este imersat într-un fluid, punctul de contact este orice punct de pe suprafața solidului. Deci avem de a face cu o forță distribuită, adică cu o presiune.
Valoarea unei forței care acționează asupra unei suprafețe este egală cu presiunea înmulțită cu aria suprafeței respective. Presiunea este o unitate scalară legată de distribuția de presiunii din fluid. O forță este o unitate vectorială, care are valoare și direcție, trebuie deci determinată direcția forței. Presiunea acționează perpendicular sau normal pe suprafața unui corp solid, deci direcția forței pe o suprafață foarte mică a obiectului este normală la suprafață. Direcția normală se schimbă de-a lungul profilului deoarece acesta are o suprafață curbată. Pentru a obține forța mecanică netă peste întregul profil trebuie adunate contribuțiile componentelor tuturor suprafețelor mici ale obiectului. Este important de știut faptul că dacă presiunea pe o suprafață închisă este constantă, atunci nu există nici o forță rezultantă, deoarece suma tuturor forțelor mici pe direcțiile normale dă valoarea zero. (Pentru fiecare mică suprafață, există o altă mică suprafață a cărei normală este orientată în exact direcția opusă normalei primei suprafețe.)

Câmpul de presiuni în jurul unui profil aerodinamic

Pe un corp aflat într-un fluid în mișcare, viteza va avea valori diferite în puncte diferite de-a lungul suprafeței închise a corpului. Presiunea locală (dată de acele suprafețe forte mici de care vorbeam) fiind în relație directă cu viteza locală, rezultă de asemenea că ea va varia de-a lungul suprafeței închise. Însumând toate presiunile locale normale și înmulțind apoi cu suprafața exterioară totală a corpului va rezulta o forță. Componenta acestei forțe perpendiculară pe direcția de curgere a fluidului este numită forța portantă, iar componenta de-a lungul direcției de curgere se numește rezistența la înaintare. În realitate există o singură forță, cauzată de variația presiunii în jurul suprafeței corpului sau  - vorbind de profile aerodinamice - este cauzată de diferența dintre presiunile de pe intradosul și respectiv extradosul profilului. Forța aerodinamică acționează într-un punct determinat de distribuția presiunilor, punct numit centrul de presiune.
Portanța este o forță mecanică, generată de interacțiunea și contactul dintre un solid și un fluid. Nu este generată de un câmp de forțe precum greutatea, care este generată de câmpul gravitațional, unde un corp poate interacționa asupra altui corp fără a fi în contact fizic propriu-zis. Pentru a avea portanță, corpul solid trebuie să fie în contact direct cu fluidul. Deci, dacă nu există fluid, nu există nici mișcare.
Pe de altă parte, portanța este generată de diferența de viteză dintre corpul solid și fluid. Trebuie să existe o mișcare între obiect și fluid. Deci dacă nu există mișcare, nu se poate vorbi de  portanță. Nu are importantă dacă fluidul este în mișcare și corpul e static, sau dacă corpul se mișcă în fluid.
Factorii care influențează portanța sunt forma și dimensiunea obiectului, viteza și direcția sa principală de mișcare față de fluid, densitatea fluidului, compresibilitatea și viscozitatea sa.